# Міжрегіональний туризм
Міжрегіона́льний тури́зм (туризм за окремими регіонами світу) — туристична діяльність, характерна для сукупності країн або територій з однотипними умовами розвитку туризму та подібним рівнем туристичної освоєності. В спеціалізованій туристичній літературі виділяють такі міжрегіони з найбільшою туристичною активністю як Європа, Північна Америка, басейни Карибського та Середземного морів, Південно-Східна Азія, Центральна Америка, Тихоокеанський басейн, країни Магрибу.